# نائیرا گیورجینیان
نائیرا لوریکی گیورجینیان (ارمنی: Նաիրա Լորիկի Գյուրջինյան؛ انگلیسی: Naira Gyurjinyan؛ ۲۴ سپتامبر ۱۹۶۱) موسیقی‌شناس، رهبر گروه کر و کارشناس علوم پرورشی اهل ارمنستان است.

## زندگی‌نامه
وی در ۲۴ سپتامبر ۱۹۶۱ در باکو به دنیا آمد و از کالج دولتی موسیقی و تربیت معلم آرنو باباجانیان فارغ‌التحصیل گشت. وی در مرکز ملی زیبایی‌شناسی هنریک ایگیتیان و تئاتر دولتی آواز ارمنستان فعالیت کرده است. وی برنده جوایزی همچون چهره فرهنگی شایسته جمهوری ارمنستان (۲۰۱۴) شد.